# Bibbia Cattolica Orangista
La Bibbia Cattolica Orangista è un testo sacro immaginario del Ciclo di Dune di Frank Herbert e de Il preludio a Dune di Brian Herbert e Kevin J. Anderson.
Creata sulla scia della crociata contro le macchine pensanti nota come Jihad Butleriano, la Bibbia Cattolica Orangista è il principale testo religioso ortodosso nell'Universo di Dune. Esso contiene elementi di maggior parte delle religioni antiche, tra cui il Maometh Saari, il Cristianesimo Mahayana, il Cattolicesimo Zensunni e le tradizioni Buddhaislamiche.
Il suo comandamento fondamentale è Non sfigurare la tua anima.